# Yukari Kawasaki
Yukari Kawasaki, född 14 december 1976, är en japansk bågskytt. Hon deltog vid olympiska sommarspelen 2004.